# دان مینگهر
دان مینگهر (انگلیسی: Daan Myngheer; ۱۳ آوریل ۱۹۹۳ – ۲۸ مارس ۲۰۱۶) دوچرخه‌سوار اهل بلژیک بود.
از باشگاه‌هایی که در آن بازی کرده‌است می‌توان به ورانداس ویلمز–کرلان اشاره کرد.